# Варфоломєєв Сергій Дмитрович
Сергій Дмитрович Варфоломєєв (рос. Сергей Дмитриевич Варфоломеев; нар. 17 серпня 1945, Курган) — радянський та російський хімік, фахівець з фізичної хімії, член-кореспондент РАН (2006), завідувач кафедри хімічної ензимології хімічного факультету МДУ.

## Біографія
Сергій Дмитрович Варфоломєєв народився 17 серпня 1945 року у місті Курган Курганської області РРФСР.
У 1968 році закінчив хімічний факультет МДУ.
У 1971 році захистив кандидатську дисертацію, тема: «Регулювання світлом каталітичної активності ферментів».
У 1979 році — захистив докторську дисертацію, тема: «Біоелектрокаталіз».
У 1982 році — присвоєно вчене звання професора.
Із 1982 року — працює на посаді професора, а з 1987 року по теперішній час — завідувач кафедри хімічної ензимології хімічного факультету МДУ.
Із 1979 по 2001 роки — завідувач відділу біокінетики НДІ фізико-хімічної біології імені А. М. Білозерського.
25 травня 2006 року обраний членом — кореспондентом РАН.
Делегат IV з'їзду біофізиків Росії (20-26 серпня 2012 року, Нижній Новгород).
До 9 червня 2015 року працював директором Інституту біохімічної фізики ім. М. М. Емануеля РАН.

## Наукова діяльність
Галузь наукових інтересів: молекулярні основи біологічного каталізу, біокінетика й хімічна ензимологія, механізми ферментативних реакцій, гетерогенний каталіз на основі іммобілізованих ферментів і клітин, біоелектрокаталіз, відновлення енергетичних джерел, фізіологічно активні сполуки (простагландини, тромбоксани, лейкотрієни).
На хімічному факультеті МДУ читає курси «Сучасні проблеми біохімії та біотехнології», «Сучасні проблеми нанобіотехнології», «Кінетика складних біохімічних процесів», «Біотехнологія та прикладна біохімія», «Хімічні основи життя».
Співавтор відкриття «Властивість ферментів брати участь у переносі електронів (біоелектрокаталіз)» (1985).
Має 47 патентів і авторських свідоцтв.
Автор 638 статей, 25 книг, 211 доповідей на конференціях, 154 тез доповідей.

## Нагороди та премії
- Державна премія СРСР (у складі групи,1984) — за цикл праць «Хімічні основи біологічного каталізу» (1964—1982).
- Премія Ленінського комсомолу (1974) — за цикл робіт з світлорегулюючих біокаталітичних систем.
- Премія імені М. В. Ломоносова I ступеня (2000) — за цикл робіт «Біоелектрокаталіз, біосенсори та сенсорні технології»[5].